# Castello Svevo (Augusta)

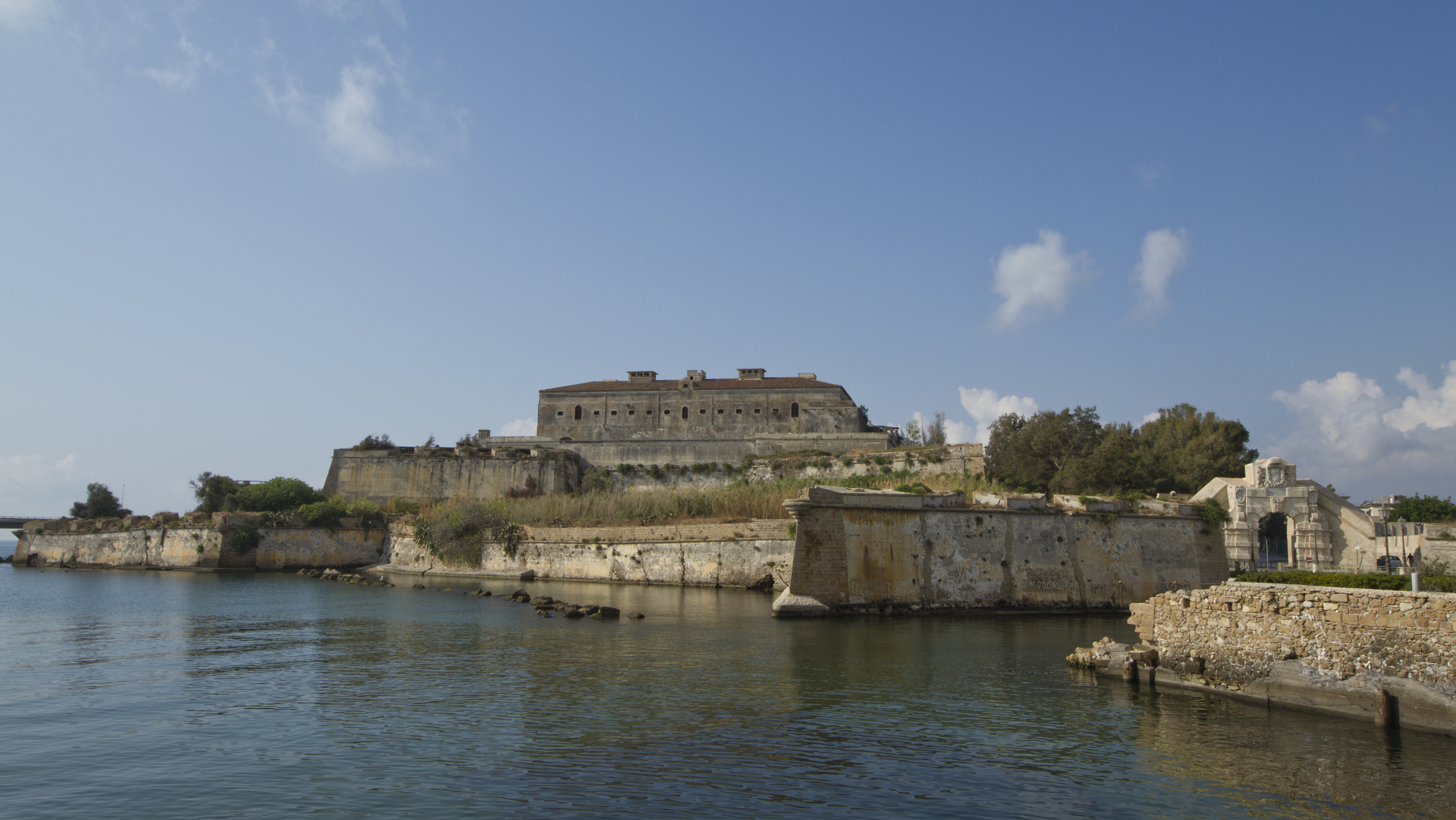
Castello Svevo met Spaanse citadel in Augusta, Sicilië

Het Castello Svevo of Zwabisch Kasteel in Augusta is een kasteel dat teruggaat tot de tijd van de Rooms-Duitse keizer Frederik II der Hohenstaufen uit Zwaben, die tevens koning van Sicilië (13e eeuw) was in de middeleeuwen. Augusta is een dorp aan de oostkust van Sicilië, in de metropolitane stad Syracuse. Met de bouw van het kasteel hernoemde keizer Frederik II de plaats Augusta (13e eeuw). ‘Augustus’ was een keizerlijke titel van hem. Augusta werd een exporthaven van landbouwproducten. Het schiereiland waar het kasteel en de haven zich bevonden, stak uit in de baai van Augusta.
Later werd het kasteel een fort in het Spaanse koninkrijk Sicilië; de haven werd Porto Spagnolo of Spaanse Haven genoemd. De militaire betekenis evolueerde van gericht tegen de Ottomanen (16e eeuw) en de Fransen (17e eeuw) naar, in de 19e eeuw, gericht tegen Siciliaanse rebellen tijdens het Bourbonregime. 
De terreinen in de citadel en de gedempte grachten (20e eeuw) vormen een park.

## Geschiedenis

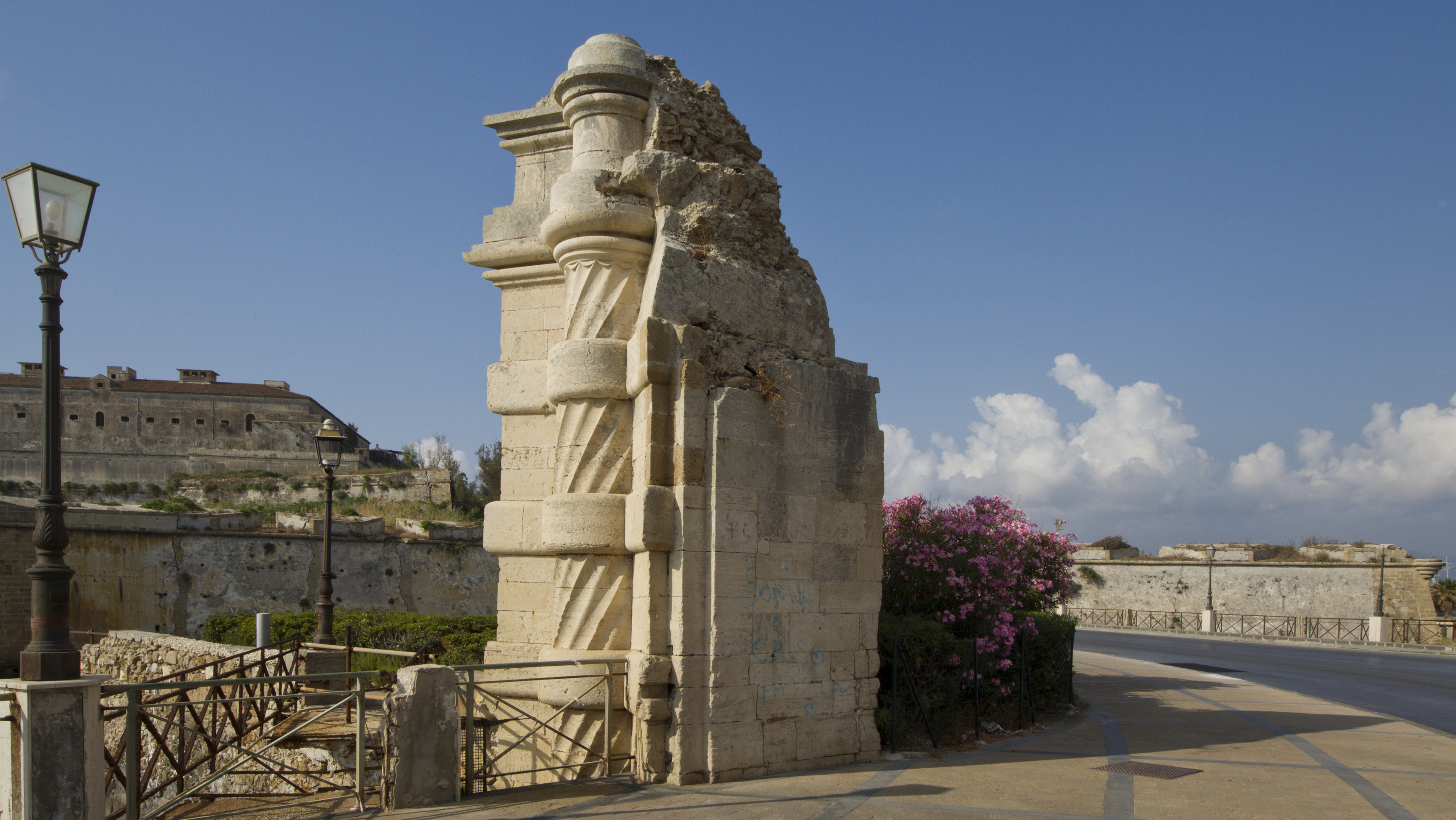
Toegangspoort tot een van de ravelijnen

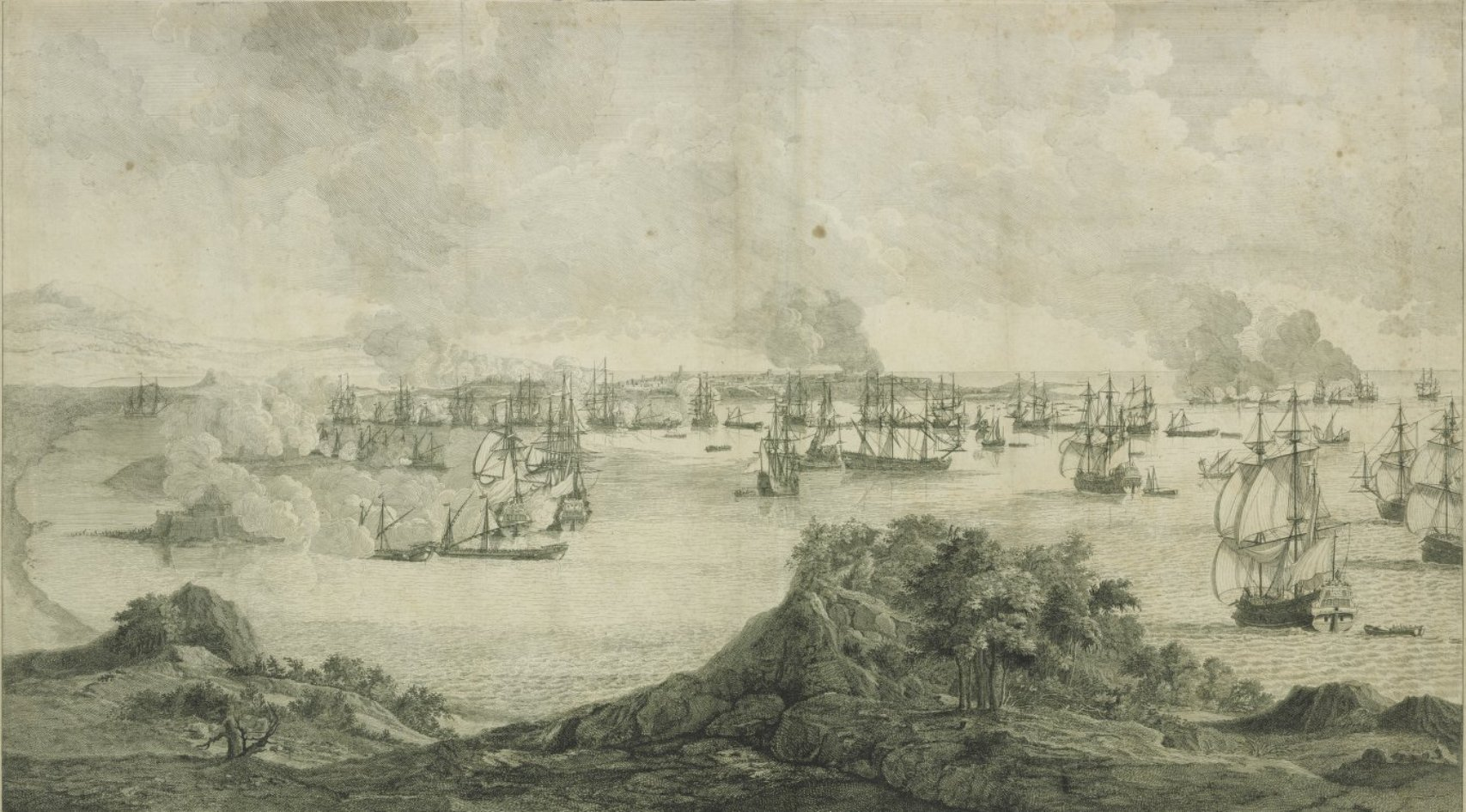
De Franse vloot in de baai van Augusta verovert het fort (1676). Deel van de Hollandse Oorlog en de Anti-Spaanse opstand in Messina

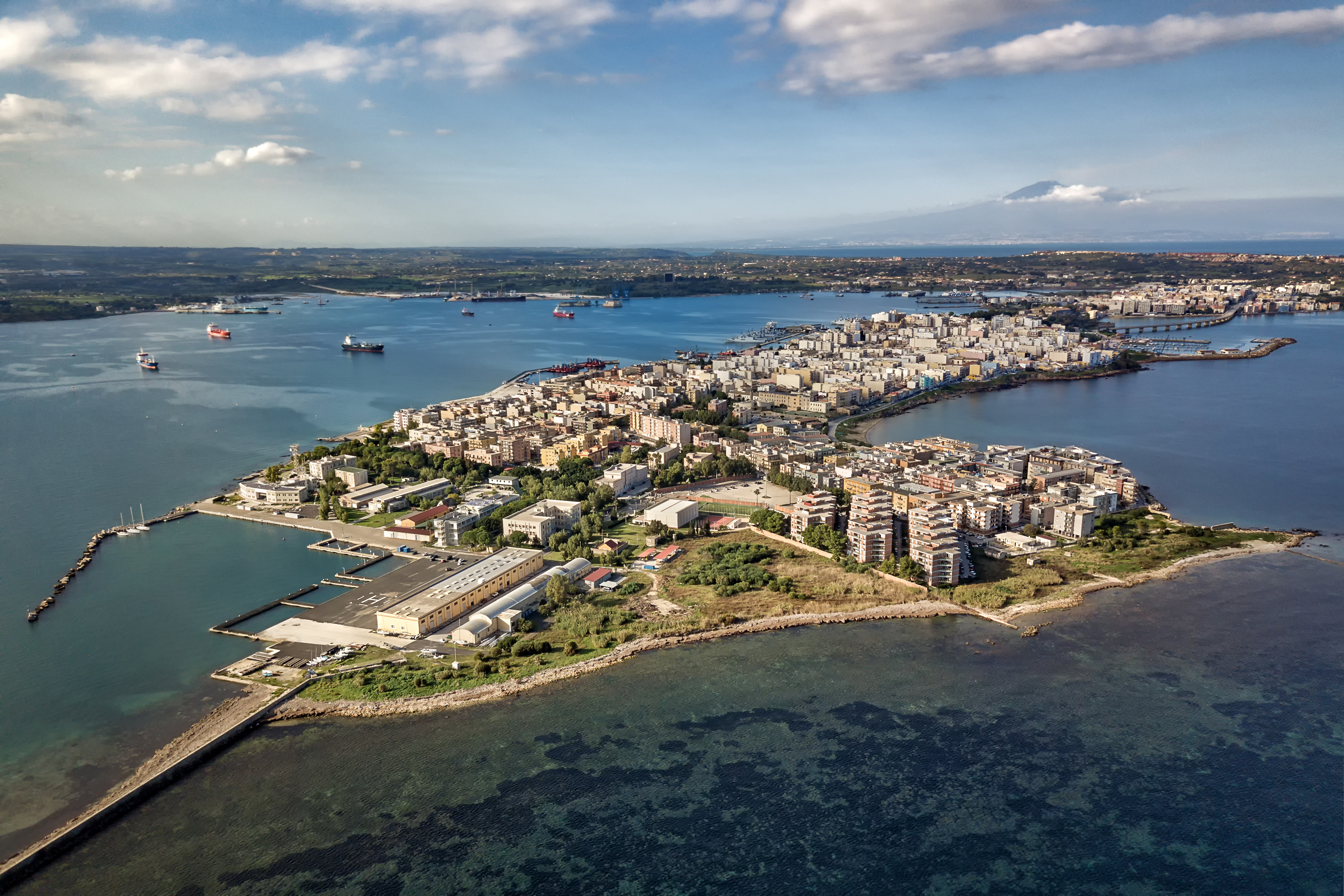
Schiereiland van Augusta. Het kasteel bevindt zich rechts achter, aan de brug.

### Middeleeuwen
Op de plek van het kasteel stond er een Arabisch-Normandische uitkijktoren; het gaat om het schiereiland ‘Terra vecchia’ in de baai. Toen Frederik II in het jaar 1229 met zijn schip in een storm in de Ionische Zee terecht kwam, voer hij naar deze kalme baai. Hij vond dit een geschikte plaats voor een havenstadje te noemen met zijn titel Augusta. In 1231 omschreef hij het territorium in een akte, dat hij uitreikte in het door hem gebouwde Kasteel van Melfi op het Italiaanse vasteland. Van 1232 tot 1242 werd er gebouwd aan het Castello Svevo. Augusta werd bevolkt met verslagen rebellen uit Centuripe, Sicilië. Intussen, vanaf 1239, vonden de commerciële activiteiten met landbouwproducten een begin. Het beheer van de havenmagazijnen, graanschuren, molens en de graanvelden in het hinterland waren geregeld. Kasteel en haven waren functioneel met elkaar verbonden. Het kasteel moest de export van landbouwgoederen uit Augusta beschermen; dit mocht export zijn buiten het rijk van Frederik II.
Nadien kwam de dynastie Anjou-Sicilië aan de macht. Het kasteel van Augusta werd een van hun garnizoenen. Peter van Aragón kreeg het kasteel in handen ten koste van Anjou (1282). In 1287 heroverde het leger van Anjou het kasteel doch gaf het terug aan Peter van Aragon. Meerdere edelen afkomstig uit Aragon werden tot burggraaf van Augusta benoemd.

### Nieuwe Tijd
Ottomaanse piraten plunderden Augusta en namen het kasteel in (1551). Dit was het sein voor het huis Habsburg in Madrid om grote forticatiewerken uit te voeren. Zij plantten rond de Spaanse Haven van Augusta twee bastions neer: San Bartolemeo en Vigliena (eind 16e eeuw). Heel Augusta, inbegrepen het kasteel, kwam onder rechtstreeks gezag van de Spaanse onderkoning van Sicilië. Midden 17e eeuw kwamen er nog twee bastions bij: San Filippo en San Giacomo. Rond het Castello Svevo ontstond aldus een vijfhoekige citadel versterkt door vier bastions. In de wijde omgeving verrezen hulpforten zoals Garcia en Vittoria.
In samenhang met de Anti-Spaanse opstand in Messina (1674-1678) veroverden de Franse vloot het kasteel van Augusta (1675). Toen de Fransen zich terugtrokken probeerde maarschalk François III d’Aubusson, markies van La Feuillade, het Spaanse fort in de lucht te blazen. Hij slaagde daar niet in. De Spanjaarden kwamen terug aan de macht in het opstandige Oost-Sicilië. Onderkoning Francisco Bazan de Bonavides, markies van Bayona, inspecteerde de krochten van de explosie. Hij riep de Sicilianen op schenkingen te doen voor het herstel. De schenkingen liepen binnen want dit gebeurde in een golf van Siciliaans patriottisme tegen de Franse expansiepolitiek van de Zonnekoning.
Tussen 1680 en 1682 ondernam ingenieur Carlos de Grünenbergh uit Spaans-Brabant grote terreinwerken. De citadel werd uitgebreid met grachten, een brug en ravelijnen. Weinig nadien, in 1693, deed de aardbeving van 1693 het buskruitmagazijn ontploffen. In 1702 waren de herstelwerken aan de citadel klaar.

### Nieuwste Tijd
Ten tijde van het koninkrijk der Beide Siciliën liet koning Ferdinand II het kasteel versterken om anti-Bourbon rebellen in de streek op te jagen. Alle kanonnen en muskieten liet hij overbrengen naar het Castello Ursino in Catania. Tijdens de anti-Bourbonrevolutie (1848) en de uitroeping van het afgescheurde koninkrijk Sicilië (1848-1849) was het kasteel van Augusta in handen van rebellen. De Bourbongezinde troepen heroverden het kasteel in 1849.
Bij de val van het Bourbonregime in Sicilië en de aanhechting van Sicilië bij het jonge koninkrijk Italië (1860) kwam het kasteel van Augusta in handen van de nieuwe staat. Dit gebeurde zonder slag of stoot. De Italiaanse driekleur werd gewoon gehesen in het fort. 
Wetenschappers uit verschillende Europese landen zakten af naar Augusta in 1870 om een totale zonsverduistering te onderzoeken. Zij werden gehuisvest in tenten op de citadel.
Het koninkrijk Italië liet vanaf 1880 bouwwerken starten om van het Castello Svevo een villa te maken. Ze veranderden van gedacht in 1890 en maakten van het 13e-eeuwse stuk een gevangenis. Het kasteel diende als gevangenis van 1890 tot 1978.
Na de restauratie op het einde van de 20e eeuw bevat het kasteel kantoren van de nationale politie en de prefectuur van Syracuse.